# Geum rhodopeum
Geum rhodopeum är en rosväxtart som beskrevs av Nikolai Andreev Stojanov och Stefanov. Geum rhodopeum ingår i släktet nejlikrotsläktet, och familjen rosväxter. Inga underarter finns listade i Catalogue of Life.